# Љиљак рибар
Љиљак рибар (Noctilio leporinus) је врста слепог миша из породице љиљака рибара (Noctilionidae). 

## Распрострањење
Врста је присутна у Антигви и Барбуди, Аргентини, Аруби, Барбадосу, Бахамским острвима, Белизеу, Боливији, Бразилу, Венецуели, Гваделупу, Гвајани, Гватемали, Гренади, Девичанским острвима, Доминиканској Републици, Доминици, Еквадору, Јамајци, Колумбији, Костарици, Куби, Мартинику, Мексику, Никарагви, Панами, Парагвају, Перуу, Порторику, Салвадору, Светој Луцији, Светом Винсенту и Гренадинију, Светом Китсу и Невису, Суринаму, Тринидаду и Тобагу, Француској Гвајани, Хаитију, Холандским Антилима и Хондурасу.

## Станиште
Љиљак рибар претежно насељава тропске низије, гнезди се обично у близини бара и потока, као и естуара и лагуна. Живи у колонијама које броје више стотина јединки. На Тринидаду живи у шупљинама одређених врста дрвећа, као што су Ceiba pentandra, црвени мангров и Manilkara bidentata. У шупљинама дрвећа живи и у неким другим областима поред Тринидада, такође се гнезди и у морским пећинама. Као и већина других врста слепог миша ноћна је животиња.

## Исхрана
Љиљак рибар је једна од малог броја врста слепог миша која се храни рибом. Поред рибе, ова врста се храни инсектима. Током кишне сезоне, претежно се храни инсектима као што су мољци и тврдокрилци. Током сушне сезоне, храни се претежно рибом, али у мањој мери и крабама, шкорпијама и козицама (рачићима). Рибу лови углавном у време плиме, а проналази је ехолокацијом. Док тражи плен љиљак рибар лети у круг на великој висини. Ако примети рибу која искаче из воде, спушта се ближе површини воде. Чешће лови у областима у којима риба учестало искаче из воде и у којима је раније успешно ловио.

## Угроженост
Ова врста није угрожена, и наведена је као последња брига јер има широко распрострањење.

### Популациони тренд
Популациони тренд је за ову врсту непознат.